# Сидор, Дмитрий Дмитриевич
Димитрий Димитриевич Сидор (29 марта 1955, Лецовица, Закарпатская область) — общественный деятель Украины; православный священник, митрофорный протоиерей Украинской православной церкви (Московский патриархат).
Участник движения за права русинов, председатель Сойма подкарпатских русинов с 2007 года. Осуждён в 2012 году по обвинению в сепаратизме.

## Биография
Родился в семье православного священника. В 1971 году окончил среднюю школу в селе Чинадиево Мукачевского района. В 1971—1976 годах учился в Ужгородском государственном университете. С 1976 по 1981 год учился в Московской Духовной Академии, которую окончил со степенью кандидата богословских наук.
Депутат Закарпатского областного совета с 2002 года.

## Служение

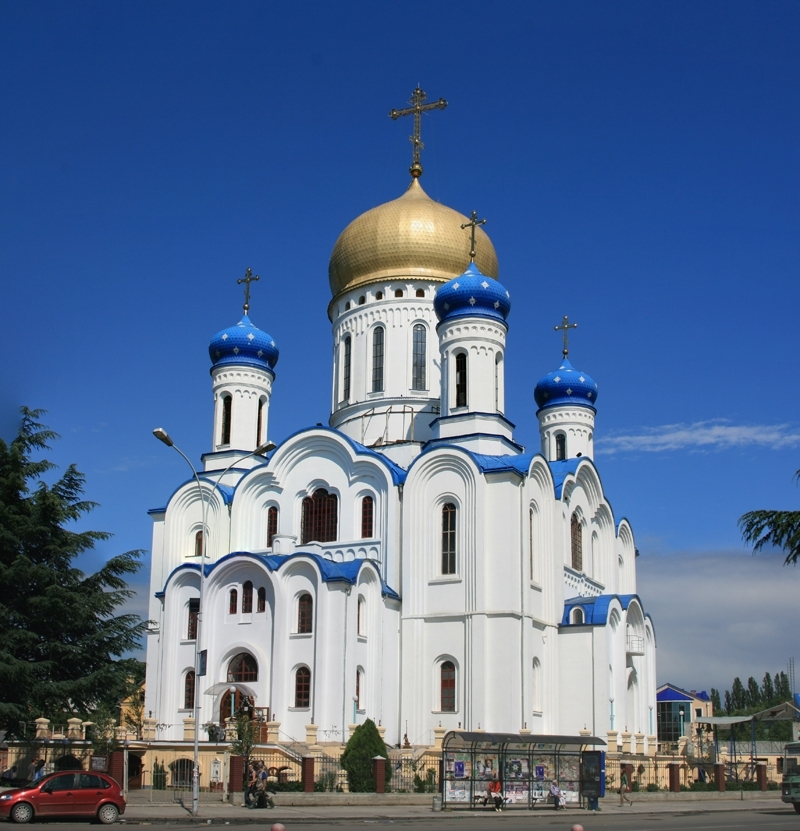
Храм Христа Спасителя в Ужгороде

С 1982 года — священник в райцентре Перечин Закарпатской области. С 1990 по 1992 годы — благочинный Ужгородского и Перечинского районов. С 1991 года и по настоящее время является настоятелем храма Христа Спасителя — кафедрального православного собора в Ужгороде. Собор был построен в 1990-х годах, когда прежний Крестовоздвиженский кафедральный собор Ужгорода был возвращён Мукачевской грекокатолической епархии. Димитрий Сидор разработал проект и возглавил работу по сооружению нового храмового комплекса — Храм Христа Спасителя, Крестовоздвиженский собор, храм свв. Кирилла и Мефодия и храм Собора Карпаторусских Святых. Кресто-Воздвиженский собор (нижний храм) освящен в 1996 году, а (верхний) Храм Христа Спасителя освящен в 2000 г. в честь 1000 летия Крещения Руси. Приход храма насчитывает более 2 тыс. человек.
Сидор Д. Д. награждён высшей церковной наградой «Орден 2000 Рождества Иисуса Христа» и радом других церковных наград.

## Культурно-просветительская деятельность
С 1996 года — председатель Закарпатского Подкарпато-русинского общества им. Кирилла и Мефодия. Президент Кирилло-Мефодиевской академии славянского просвещения (русинский филиал).
Редактор газеты «Християнська родина» с 1996 года и газеты «Подкарпатская Русь» с 2000 года.
В 1998 году при кафедральном соборе Христа Спасителя в Ужгороде основал музей церковной иконы и книги.
С 1999 года — духовник Закарпатского общества православной молодёжи им. Моисея Угрина.
Член Национального Союза журналистов Украины.

## Научная и просветительская деятельность
Автор более 500 статей по истории Карпаторусской (Русинской) Автономной Православной Церкви Сербского патриархата (1921—1945 гг.), а также по канонизации карпаторусина преп. Алексия Кабалюка, экологии Карпат, правам русинов Закарпатья на культурную автономию.
Соавтор русино-украинско-русского словаря, автор академического издания «Грамматики русинского языка» и переводов Священного Писания на русинский язык. Литературной нормой русинского языка считает говор своего родного села.
Участник научных конференций под эгидой Совета Европы в Инсбруке (Австрия), конференций и семинаров в Копенгагене (Дания) и Союза национальных меньшинств Европы (г. Фленсбург, Германия).

## Сойм подкарпатских русинов
Один из инициаторов создания представительского органа подкарпаторусинских общественных организаций Закарпатья — Сойма Подкарпатских русинов. С 2007 г. — лидер Сойма.
Организатор проведения более десяти научно-практических конференций по проблемам русинов, V Всемирного русинского конгресса в г. Ужгороде (в 1999 г.) и Всеславянского Собора в мае 2002 г.
По информации украинских СМИ, Сойм Подкарпатских Русинов получал финансовые средства на поддержку и развитие русинских и русских воскресных школ Закарпатья от учреждённого правительством Российской Федерации фонда «Русский мир»; в июне 2011 года т. н. экстренное заседание «руководителей молодёжных русинских организаций 10-и стран» квалифицировало Сойм, среди прочих организаций, как «марионетку в руках имперских спецслужб Российской Федерации и США».
29 октября 2008 года Сидор и Евгений Жупан были допрошены в управлении СБУ в Закарпатской области как свидетели по возбуждённому в июне того же года уголовному делу о посягательстве на территориальную целостность Украины (ч. 2 ст. 110 УК): дело было возбуждено после проведения 7 июня 2008 года в Мукачево I Европейского конгресса подкарпатских русинов, на котором, в частности, было признано восстановление особого статуса Закарпатья как специальной самоуправляемой «территории русинов на юг от Карпат» с конституционным названием «Подкарпатская Русь».

## Уголовное преследование и судебный процесс
5 декабря 2008 года следственным отделом УСБУ в Закарпатской области против Сидора было возбуждено уголовное дело; в Ужгороде начался судебный процесс, который длился 4 года.
19 марта 2012 года Апелляционный суд Закарпатской области признал его виновным в посягательстве на территориальную целостность Украины (ч. 1 ст. 110 УК Украины) и приговорил к трём года лишения свободы с отсрочкой исполнения приговора на два года. Отказав в праве на апелляцию, приговор направили в Высшую инстанцию, минуя апелляционный суд, как суд второй инстанции. Высший Специализированный Суд, который заседал дважды, оставил приговор в силе. Дело передано в ЕСПЧ в Страсбург.

## Публикации
- Девятый выпуск регентского класса МДА // Журнал Московской Патриархии. М., 1980. № 8. стр. 17.
- Праздник церковного единства // Журнал Московской Патриархии. М., 1990. № 3. стр. 28-29.
- Бондарева Е., Сидор Д. [www.rosvesty.ru/1831/society/?id=1329&i=2 Запрещенный народ русины] // Российские вести. — № 29 (1831).